# درع مركب

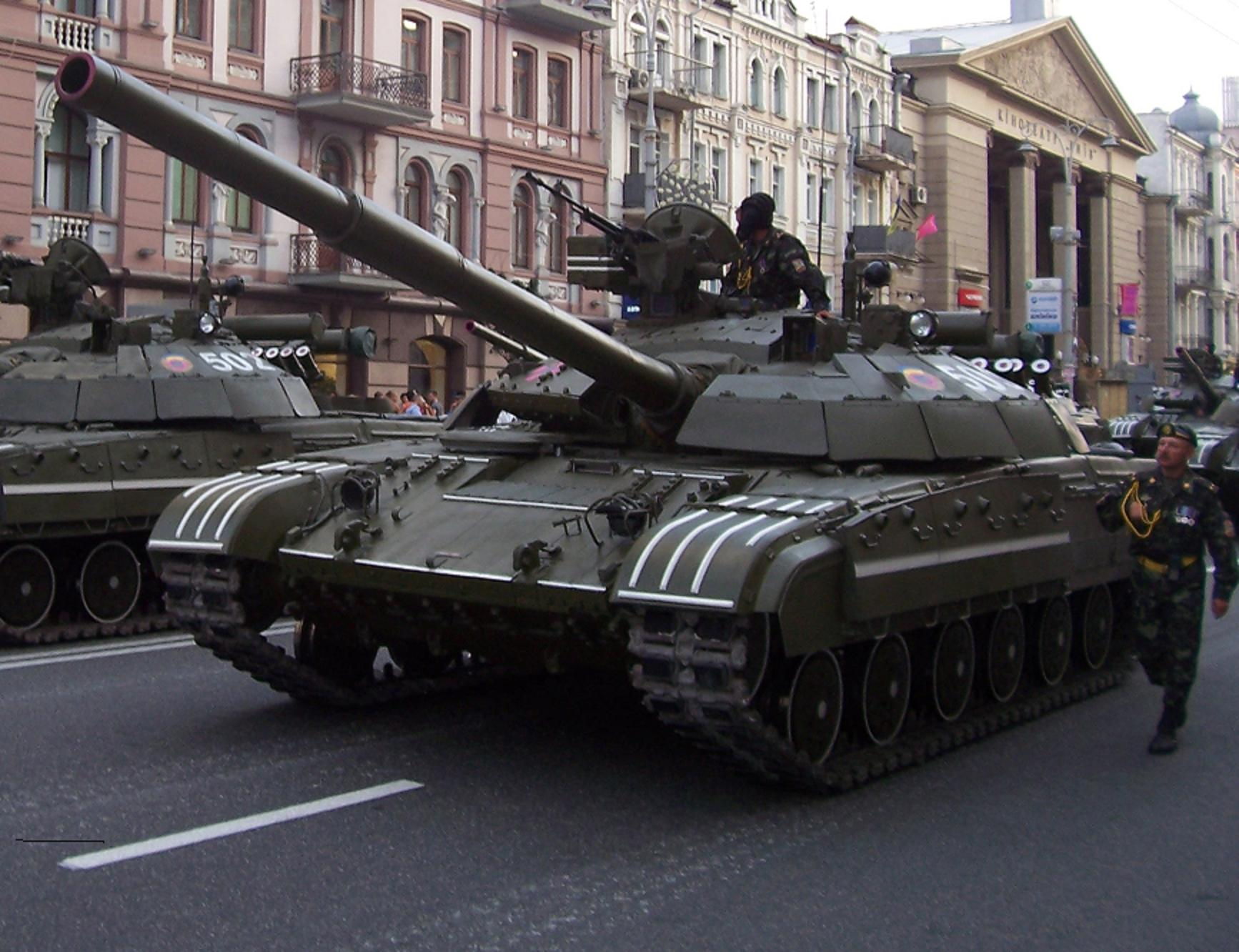
كانت دبابة تي-64 أول دبابة ذات دروع مركبة تعتمد مركبات السيراميك لأول مرة كعنصر أساسي في دروع الدبابات. يمتاز السيراميك بكثافة منخفضة نسبياً تجعل منه مادة خفيفة الوزن.

الدرع المركب هو نوع من دروع المركبات يتألف من عدة طبقات من مواد مختلفة مثل المعدن،بلاستيك،خزف،هواء.معظم الدروع المركبة أخف من المعادن المساوية لها.عوضاً عن شغل مساحة كبيرة لنفس قوة المقاومة لاختراق الدرع.يمكن تصميم دروع مركبة لتكون أخف وأقوى، وأقل ضخامة من الدروع التقليدية، لكن الكلفة عادة تكون أكبر بشكل مخيف، يقتصر استخدامه على أجزاء محددة من المركبة والتي تكون أكثر عرضة للصدمات.هدف الدرع المكرب الأساسي هو صد قذائف المضادة للدبابات.يوجد مواد معينة تملك خواص أفضل وممصمة خصيصاً لهذا المجال.
تم اعتماد مركبات السيراميك -الذي عرف بالتسمية Combination-K ويمتاز بكثافتة المنخفضة نسبياً والتي جعلت منه مادة خفيفة الوزن- لأول مرة كعنصر أساسي في دروع الدبابات من قبل السوفييت في أوائل الستينات و ذلك في دبابة تي-64. طورت الدروع المتعددة الطبقات والتي تستخدم في دروعها السيراميك بواسطة المعهد البريطاني واستخدم في دبابات كالأبرامز الأمريكية والتشالنجر البريطانية والليوبارد الألمانية.
تتألف الدروع المركبة السيراميكية من طبقتين أساسيتين هما طبقة السيراميك والصفيحة الداعمة لطبقة السيراميك و طبقتين مكملتين هما الطبقة الواصلة بين الصفيحة الداعمة والسيراميك والثانية هي الطبقة المغلفة و هي الطبقة المعدنية الخارجية للدرع.